# Guerra d'ombres
Guerra d'ombres (títol original en turc, Adanış: Kutsal Kavga) és una pel·lícula dramàtica d'acció turca dirigida per Emir Khalilzadeh, escrita per Baki İlhan i protagonitzada per Esra Bilgiç, İsmail Filiz i Baki İlhan. És produïda per Feyz Film Production. S'ha doblat i subtitulat al català.

## Repartiment
- Esra Bilgiç - Cemre
- İsmail Filiz - İlhan
- Baki İlhan - Gölgesiz
- Serdar Deniz - Theodore
- Turgay Tanülkü - Cemal Amca
- Can Nergis - Vincenzo